# Phil Casoar
Phil Casoar, pseudonyme de Philippe Guesdon, né en 1956, est un historien, journaliste, dessinateur et écrivain français proche du mouvement libertaire.

## Biographie
Il naît en 1956.
Début 1970 à Lille, il participe à 14 ans, avec, entre autres, Jean-Luc Porquet et Philippe Robinet, au lancement du Clampin libéré, journal de « contre-information » de l'après-Mai 68 dont la parution s'arrête en décembre 1977.
Dans les années 1980, il est journaliste à Actuel.
À la même période, introduit par Bayon, il collabore à Libération.
Il tient chronique à Fluide glacial.
Il est l'auteur de documentaires et éditeur-préfacier des œuvres autobiographiques de Arthur Koestler
Avec Bayon et Frank Evrard, il préface les rééditions des ouvrages de André Héléna.
Avec Jean-Pierre Jeunet, il tient pendant plusieurs années une rubrique sur le cinéma d'animation dans Charlie Mensuel sous le pseudonyme collectif « Rivoire et Carret ».
Il a conçu l’album du Fabuleux destin d’Amélie Poulain et d’Un long dimanche de fiançailles, L’Album Goscinny (avec Jean-Pierre Mercier) et celui des Héros de Budapest (avec Eszter Balazs).

## Œuvres
- Avec Bruno Bayon, Patrice Bollon, Oscar Caballero, Michel Folco, Théo Hakola, Gilbert Lascault, Jacques Meunier, Patrice Minet, Pierre-François Moreau, Titres en cours, portfolio de 30 lithographies de Ricardo Mosner, 1989.
- Louis Mercier, Simone Weil : retour sur une controverse, Avec la colonne Durruti : Ridel dans la révolution espagnole, in Présence de Louis Mercier, Atelier de création libertaire, 1999[10].
- Avec Jean-Pierre Mercier, L’Album Goscinny, Éditions des Arènes, 2002,  (ISBN 978-2-912485-45-8),  (ISBN 2-912485-45-2), (BNF 39008355).
- Avec Eszter Balázs, Les héros de Budapest, Les Arènes, 2006, 252 p., (BNF 40976695), (OCLC 470545737).
- L’Arsène Lupin des galetas : la vie fantasque de Raoul Saccorotti, le cambrioleur en gants blancs, Paris, Éditions du Cerf, 2022, 582 pages, « présentation éditeur ».

### Préface
- André Héléna, Le cheval d’Espagne, E-Dite, 2001, 176 p.,  (ISBN 2846080208).

### Postface
- Au chat qui louche - Arthur Koestler, Paris, Calmann-Lévy, 1996, (BNF 35833618).

### Éditeur
- Arthur Koestler, Œuvres autobiographiques : La Corde raide, Hiéroglyphes, Dialogue avec la mort, La Lie de la terre, l’Étranger du square, Paris, Robert Laffont, coll. « Bouquins », 1994,  (ISBN 978-2221071847), (BNF 35660526).

### Dessinateur
- Comme un poisson dans l'eau, 1976, (BNF 34584453).

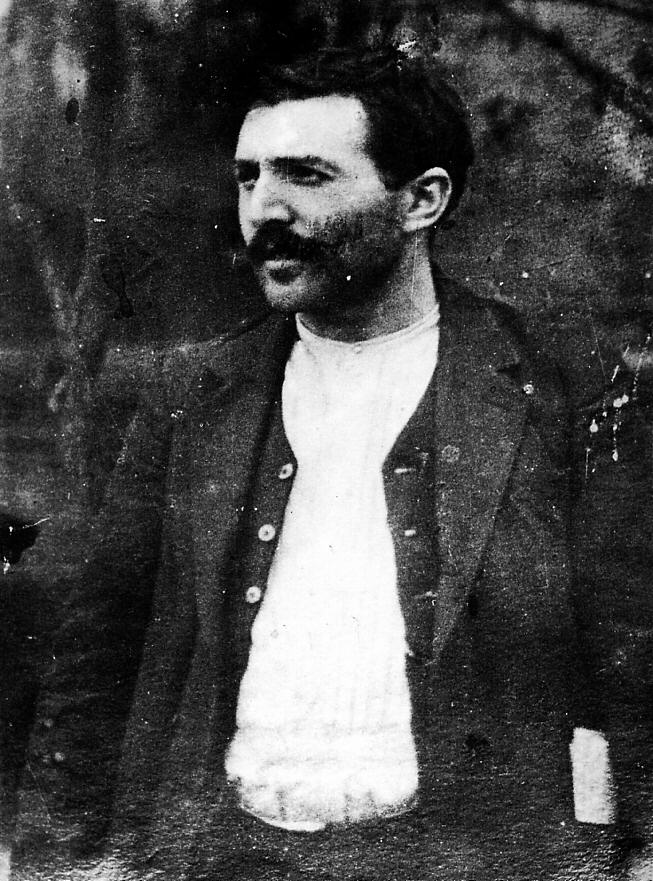
Benoît Broutchoux au congrès de la CGT en 1912 au Havre.

- Avec Stéphane Callens, Les Aventures épatantes et véridiques de Benoît Broutchoux, Paris, Le Dernier terrain vague, 1979, (BNF 34648471) ; Éditions Humeurs Noires & CCL, Imprimerie 22 mars (Bruxelles), 1993, (BNF 35609018)[11].

### Participations audiovisuelles
- Avec Ariel Camacho, Laurent Guyot, Ortiz, général sans dieu ni maître, iO Production, C9 Télévision, 1996[12],[13].
  - Première partie : « Nosotros », 53 min 56 s, (BNF 38425794).
  - Seconde partie : « C’est toi le chef ! », 54 min 56 s, (BNF 38425805).
- Avec Georges Nizan, Arthur Koestler - 1905-1983 : du commissaire au yogi, Institut national de l'audiovisuel, collection Un siècle d'écrivains, 1997, 2002, 2010, France 3, 48 min, (BNF 38536591), (BNF 38622676), (BNF 42338527).

## Télévision
- Pierre Desgraupes, La rage de lire, TF1, 28 janvier 1981.
- Journal télévisé, FR3 Nord Pas-de-Calais, 1er octobre 1993, à propos de la BD sur Benoit Broutchoux[14].